# Grzywno
Grzywno – osiedle włocławskie, znajdujące się na obszarze dzielnic Wschód Mieszkaniowy i Wschód Leśny.
Dawna nieoficjalna nazwa, funkcjonująca do połowy lat dwudziestych XX w.: Kozłowo. Nazwa ta była również używana przez Igora Newerlego w książce Pamiątka z Celulozy.
W okresie międzywojennym była to dzielnica ludzi ubogich, „dzielnica nędzy i marginesu społecznego”. Przy al. Chopina 2/4 miasto wybudowało baraki robotnicze dla bezdomnych. Parafia św. Jana w ramach pomocy potrzebującym prowadziła na Grzywnie ochronkę. Przed wojną Grzywno liczyło około 6 tys. mieszkańców.
1 grudnia 1939 r. hitlerowscy okupanci przystąpili do likwidacji Grzywna, wielu mieszkańców rozstrzelano (m.in. w lesie pod Pińczatą), ponad 1000 osób wywieziono do Generalnego Gubernatorstwa. Zabudowania spalono.
Na jego terenie znajduje się jezioro Grzywno.